# 卤素灯泡

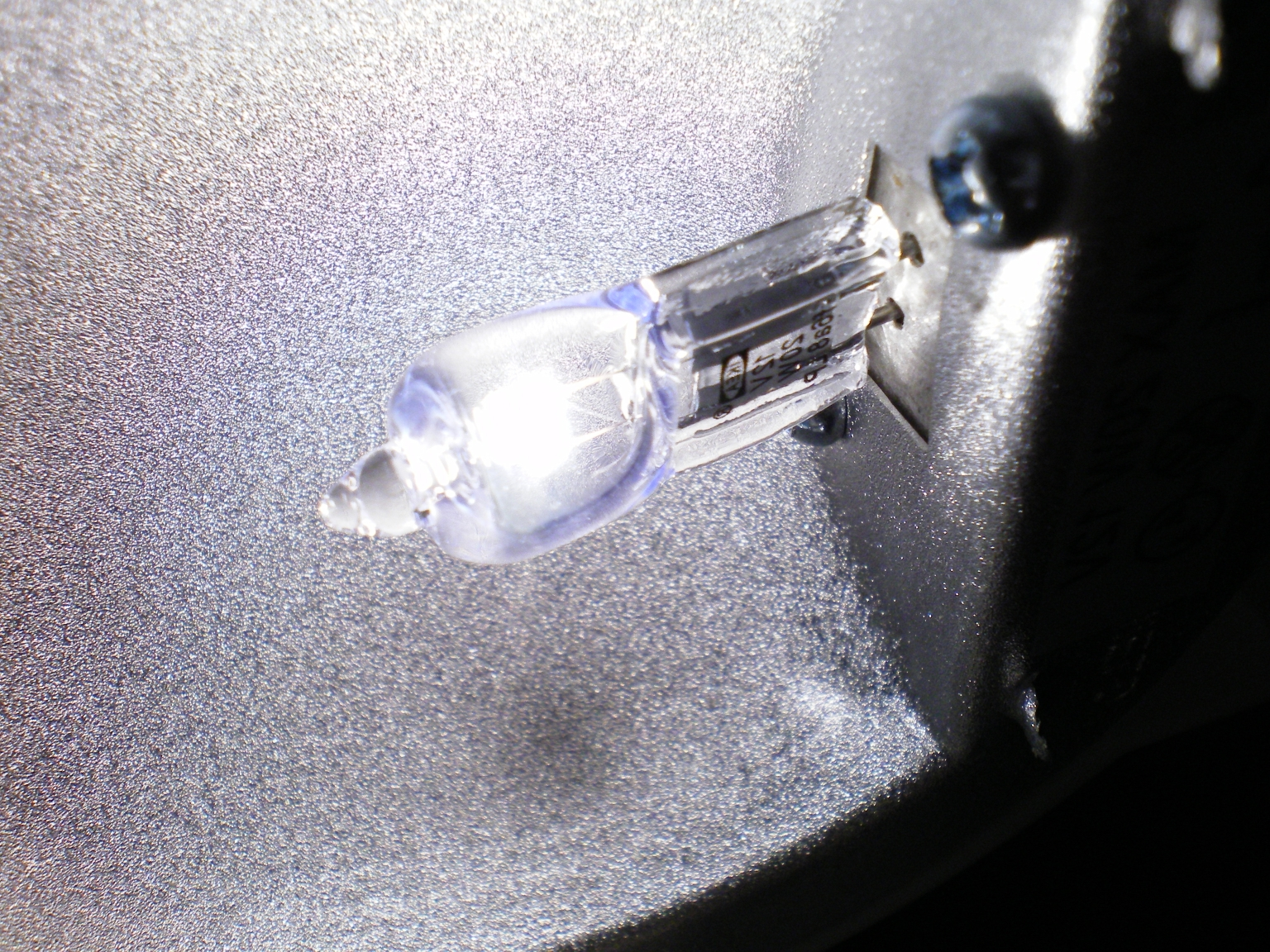
卤素灯泡

卤素灯泡（英語：Halogen lamp），又称钨卤灯泡、石英灯泡、卤素灯珠，是一种改良的白炽灯，其灯泡内部填充了少量的卤素气体（如碘或溴）。与传统白炽灯相比，卤素灯泡利用卤素循环再生灯丝，延长灯丝寿命并提高工作温度，从而获得更高的亮度、色温和发光效率。
卤素灯泡具有体积小、易于控制、显色性好等优点，曾广泛应用于汽车前灯、舞台照明、室内照明等领域。但由于其发光效率仍然较低，且存在紫外线辐射等问题，近年来正逐渐被更換为节能环保的 LED灯 所取代。

## 原理

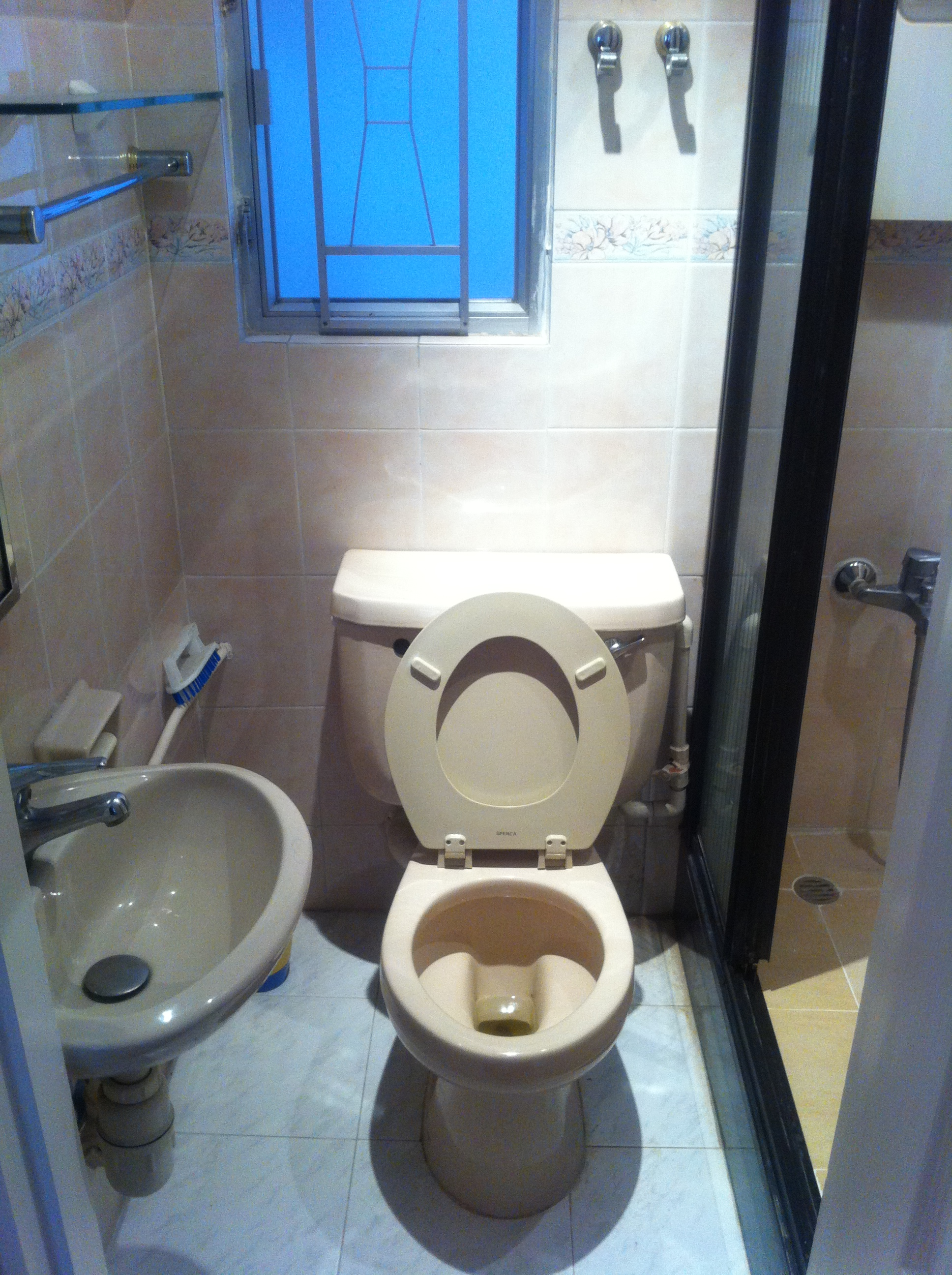
石英燈之燈光效果

卤素灯泡与普通白炽灯的主要区别在于灯泡内部填充的气体成分。卤素灯泡的玻璃外壳内充有少量的卤族元素气体，常见的有碘或溴，有时也会使用其他卤族元素。当灯丝通电发热时，钨原子从灯丝表面蒸发并向灯泡壁扩散。当钨蒸气接近温度较低的灯泡壁时，会被冷却到大约800℃左右，并与卤素原子结合，形成卤化钨（如碘化钨或溴化钨）分子。卤化钨分子在热气流的作用下向灯丝方向移动，最终回到灯丝附近。 由于卤化钨在高温下不稳定，会重新分解成卤素蒸气和钨原子。钨原子重新沉积在灯丝上，从而弥补灯丝因蒸发而损失的部分。通过这种卤素循环，灯丝的寿命得以显著延长（约为普通白炽灯的3-4倍），并且灯丝可以在更高的温度下工作，从而获得更高的亮度、更高的色温以及更高的发光效率。

## 石英玻璃和紫外线
由于卤素灯泡工作时灯丝温度很高，普通玻璃无法承受，因此通常使用石英玻璃来制作灯泡外壳。 因为普通玻璃可以有效阻挡紫外线，而石英玻璃则不能，所以卤素灯泡会发射出一定强度的紫外线。因此，制造商和消费者需要采取防护措施，以减少紫外线辐射对人体造成的潜在危害。

## 优点与缺点'

### 優點
普通白炽灯虽然具有结构简单、制造成本低廉、亮度易于调节、演色性好（Ra=100）等优点，但也存在寿命较短、发光效率较低（仅有12%-18%的电能转化为光能，其余部分以热能形式散失）以及色温偏低（通常在2700-3100K之间）等缺点。卤素灯泡在一定程度上保留了白炽灯的优点，并显著延长了使用寿命，提高了发光效率。

### 缺點
尽管发光效率有所提高，但仍远低于 LED灯 和 荧光灯 等新型光源。
由于卤素灯泡使用的石英玻璃允许紫外线通过，因此需要采取措施来阻挡辐射。此外，如果灯泡表面的石英玻璃沾染油污（例如用手触摸），在灯泡点亮后会导致局部过热，使石英玻璃发生晶化。晶化后的石英玻璃强度降低，容易导致气体泄漏，缩短灯泡寿命，甚至发生破裂。